# トロイ・ダフィー

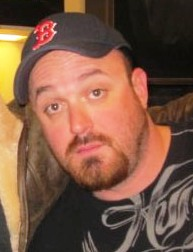
トロイ・ダフィー

トロイ・ダフィー（Troy Duffy, 1971年6月8日 - ）は、アメリカ合衆国の映画監督、俳優。コネチカット州ハートフォード出身。

## 出演作品
- ポルノ・スター ロン・ジャーミーの伝説

## 作品
- 処刑人 The Boondock Saints（2000年）- 監督・脚本
- 処刑人II The Boondock SaintsⅡ: All Saints Day（2009年）- 監督・原案・脚本
- ゲストハウス Guest House（2020年）- 脚本・製作総指揮